# Teun Donders
Teun Donders (Tilburg, 14 januari 1997) is een Nederlands theatermaker en acteur. 
Hij volgde de acteursopleiding aan de Academie voor Theater en Dans in Amsterdam, waar hij in 2020 afstudeerde. Samen met acteur Jasper Stoop won hij de Top Naeff Prijs 2020 voor veelbelovend talent van de Academie voor Theater en Dans voor hun afstudeervoorstelling De worm in het zijn.
Hij speelt onder andere in theaterproducties bij Het Nationale Theater, Theater Frascati, Theater Bellevue en Het Zuidelijk Toneel. Hij is ook te zien in films en televisieseries, zoals Nieuw Zeer, Flikken Maastricht, Mocro Maffia, De stamhouder, Oogappels en Het Klokhuis. Hij is een van de hoofdrolspelers in Dertigers.

## Prijzen en nominaties
- 2020 Top Naeff Prijs 2020, samen met Jasper Stoop